# Caroline Ryan
Pour les articles homonymes, voir Ryan.
Caroline Ryan, née le 10 octobre 1979 à Thomastown dans le comté de Kildare, est une coureuse cycliste irlandaise. En 2012, elle devient la première femme de son pays à remporter une médaille aux championnats du monde de cyclisme sur piste.

## Biographie
Caroline Ryan a commencé à pratiquer le sport de compétition sur le tard et a d'abord été active en tant que rameuse, où elle pratique l'aviron à un niveau international. De 2005 à 2008, elle est membre de l'équipe nationale d'aviron irlandaise. Elle représente l'Irlande aux championnats du monde de 2006. En 2008, elle est la première Irlandaise à remporter un trophée de la Régate royale de Henley.
En 2009, elle devient le pilote de la cycliste Catherine Walsh qui souffre d'une déficience visuelle. Le tandem obtient plusieurs résultats, dont une médaille de bronze en poursuite aux championnats du monde de paracyclisme sur piste. En raison de ces succès, elle décide de se concentrer davantage sur le cyclisme sur piste.
Passée complètement au cyclisme, elle est en 2010 quatrième de sa première poursuite individuelle lors de la Coupe du monde de Cali en Colombie, puis termine neuvième l'année suivante dans la même épreuve aux championnats du monde sur piste. En 2011, elle est également double championne d'Irlande du 500 m et de la poursuite. Sur route, elle devient championne d'Irlande du contre-la-montre en 2011 et 2013. Aux championnats du monde de cyclisme sur piste 2012 à Melbourne, elle obtient la médaille de bronze de la course aux points. C'est la première médaille irlandaise en championnat du monde sur piste depuis celle obtenue par Harry Reynolds en 1897,. Elle est donc la première cycliste irlandaise à remporter une médaille aux mondiaux sur piste. En 2014, elle est à nouveau championne d'Irlande du contre-la-montre.
En 2016, elle annonce qu'elle se retire du sport de compétition.

## Palmarès sur route
- 2011
  -  Championne d'Irlande du contre-la-montre
  - 3e du championnat d'Irlande sur route
- 2013
  -  Championne d'Irlande du contre-la-montre
- 2014
  -  Championne d'Irlande du contre-la-montre
- 2015
  - 3e du championnat d'Irlande du contre-la-montre

## Palmarès sur piste

### Championnats du monde
- Apeldoorn 2011
  - 9e de la poursuite individuelle
- Melbourne 2012
  -  Médaillée de bronze de la course aux points
  - 9e de la poursuite individuelle
- Minsk 2013
  - 5e de la poursuite individuelle
  - 7e du scratch
  - 13e de la course aux points
- Cali 2014
  - 6e de la course aux points
  - 6e de la poursuite individuelle
  - 14e du scratch
- Saint-Quentin-en-Yvelines 2015
  - 15e de l'omnium
  - 16e de la poursuite par équipes
  - 19e du scratch
- Londres 2016
  - 19e de la course aux points

### Coupe du monde
- 2013-2014
  - 3e de la poursuite à Aguascalientes

### Championnats nationaux
- Championne d'Irlande du 500 m en 2011
- Championne d'Irlande de poursuite individuelle en 2011